# Кумкишлак (Кашкадар'їнська область)
Кумкишлак (узб. Qumqishloq, Қумқишлоқ) — міське селище в Узбекистані, в Шахрисабзькому районі Кашкадар'їнської області.
Статус міського селища з 2009 року.